# Pantaleone Giustinian
Pantaleone Giustinian (inizi del Duecento – 1286) è stato un patriarca cattolico italiano.

## Biografia
Veneziano, era membro dei patrizi Giustinian del ramo di San Giovanni in Bragora. Suo padre Filippo era signore delle isole greche Ceo e Serifo, titolo che alla sua morte passò al fratello Federico.
Pantaleone, invece, intraprese la carriera ecclesiastica. Attestato per la prima volta nel 1229, quando risultava pievano della chiesa di San Paterniano, nel 1242 passò a San Polo. Nello stesso anno il doge Jacopo Tiepolo lo incaricò con altri patrizi di redigere i nuovi statuti dello Stato veneziano che entrarono ufficialmente in vigore il 25 settembre. Negli anni seguenti fu pievano dei Santi Maria e Donato di Murano e quindi cappellano papale.
Il 15 febbraio 1253, dietro richiesta del doge e del Senato veneziano, papa Innocenzo IV lo elevò patriarca latino di Costantinopoli, succedendo al defunto Nicola di Sant'Arquato. La scelta di un veneziano non fu casuale: il pontefice, conscio dell'inarrestabile declino dell'impero latino di Costantinopoli, riteneva che gli interessi della Serenissima in Oriente gli potessero garantire un appoggio per "salvare il salvabile". Indice di questa situazione delicata è anche il conferimento, il 28 giugno, dell'ufficio di legato papale, carica che sino ad allora era rimasta ben distinta da quella di patriarca.
Il 22 marzo il Giustinian risultava ancora electus, mentre il 1º luglio il capitolo della cattedrale di Santa Sofia ricevette la notizia della sua nomina. Il giorno seguente il pontefice lo incaricò di predicare a Venezia e nella Romania veneziana in favore di una crociata in Terrasanta, assicurando a tutti i partecipanti l'indulgenza plenaria.
Nel frattempo, però, la situazione precipitava poiché le truppe di Giovanni III Ducas Vatatze e dei Bulgari suoi alleati stavano incombendo sui domini veneziani. Il clero di Costantinopoli cominciò a fuggire in Occidente e per arginare l'esodo il pontefice tentò vari provvedimenti, per esempio obbligando i chierici e i canonici a risiedere nelle loro sedi. Per quanto riguarda il Giustinian, fu inviato in missione presso i pirati, assicurando loro l'assoluzione se avessero recato ai Saraceni armi e legname; per finanziare la legazione poté servirsi dei benefici derivanti dai vescovati, delle abbazie e delle chiese della sua metropolia rimasti vacanti.
Con l'ascesa di papa Alessandro IV l'alleanza con Venezia fu confermata e il Giustinian mantenne l'incarico di legato papale. Ma la situazione era ormai compromessa: favorito dall'appoggio della Repubblica di Genova, nel 1261 l'imperatore niceno riconquistò Costantinopoli, rimasta indifesa poiché i crociati, con il patriarca al seguito, erano impegnati ad assediare Dafnusia. Nella notte tra il 24 e il 25 luglio il prelato riuscì a fuggire giungendo a Negroponte; nella sede patriarcale rimaneva, in qualità di vicario, Antonio, cappellano del Giustinian e arcidiacono di Torcello.
Da questo momento i patriarchi, pur privati della loro sede, continuarono a risiedere a Negroponte o a Venezia. Sappiamo che il Giustinian visse in laguna almeno dal 1268 e che nel 1274 partecipò al concilio di Lione II.
Il suo nome compare ancora il 10 maggio 1282 quando papa Martino IV lo assolse dalla scomunica lanciata dall'arcivescovo di Creta per una questione di decime. Grazie a questo provvedimento il Giustinian ebbe la facultas testandi e il 1º luglio poté dettare le sue ultime volontà: tra le varie disposizioni, l'istituzione di una cappellania nella chiesa di San Pantalon dotata di mille iperperi, l'assegnazione della cappella patriarcale alla Chiesa di Costantinopoli, il lascito dei suoi libri ai nipoti e una somma di dieci grossi da destinare a ciascuna delle chiese di cui era stato pievano; chiese inoltre di venere sepolto nella basilica dei Frari.